# Растовац (Загвозд)
Растовац је насељено место у саставу општине Загвозд, Сплитско-далматинска жупанија, Република Хрватска.

## Историја
До територијалне реорганизације у Хрватској налазио се у саставу старе општине Имотски.

## Становништво
На попису становништва 2011. године, Растовац је имао 168 становника.
| Број становника по пописима | Број становника по пописима | Број становника по пописима | Број становника по пописима | Број становника по пописима | Број становника по пописима | Број становника по пописима | Број становника по пописима | Број становника по пописима | Број становника по пописима | Број становника по пописима | Број становника по пописима | Број становника по пописима | Број становника по пописима | Број становника по пописима | Број становника по пописима |
| --------------------------- | --------------------------- | --------------------------- | --------------------------- | --------------------------- | --------------------------- | --------------------------- | --------------------------- | --------------------------- | --------------------------- | --------------------------- | --------------------------- | --------------------------- | --------------------------- | --------------------------- | --------------------------- |
| 1857                        | 1869                        | 1880                        | 1890                        | 1900                        | 1910                        | 1921                        | 1931                        | 1948                        | 1953                        | 1961                        | 1971                        | 1981                        | 1991                        | 2001                        | 2011                        |
| 255                         | 0                           | 286                         | 351                         | 417                         | 419                         | 0                           | 0                           | 521                         | 595                         | 475                         | 501                         | 404                         | 390                         | 222                         | 168                         |

Напомена: Исказује се од 1991. као самостално насеље настало издвајањем дела насеља Загвозд. У 1869, 1921. и 1931. подаци су садржани у насељу Загвозд. У 1948. такође је исказивано као самостално насеље.

### Попис1991.
На попису становништва 1991. године, насељено место Растовац је имало 390 становника, следећег националног састава:
| Попис 1991.‍ | Попис 1991.‍ | Попис 1991.‍ | Попис 1991.‍ | Попис 1991.‍ |
| ----------- | ----------- | ----------- | ----------- | ----------- |
|             |             |             |             |             |
| Хрвати      | Хрвати      |             | 389         | 99,74%      |
| непознато   | непознато   |             | 1           | 0,25%       |
| укупно: 390 |             |             |             |             |